# Aequipecten tehuelchus
Aequipecten tehuelchus is een tweekleppigensoort uit de familie van de Pectinidae. De wetenschappelijke naam van de soort is voor het eerst geldig gepubliceerd in 1842 door d'Orbigny.